# Chiesa di Creta

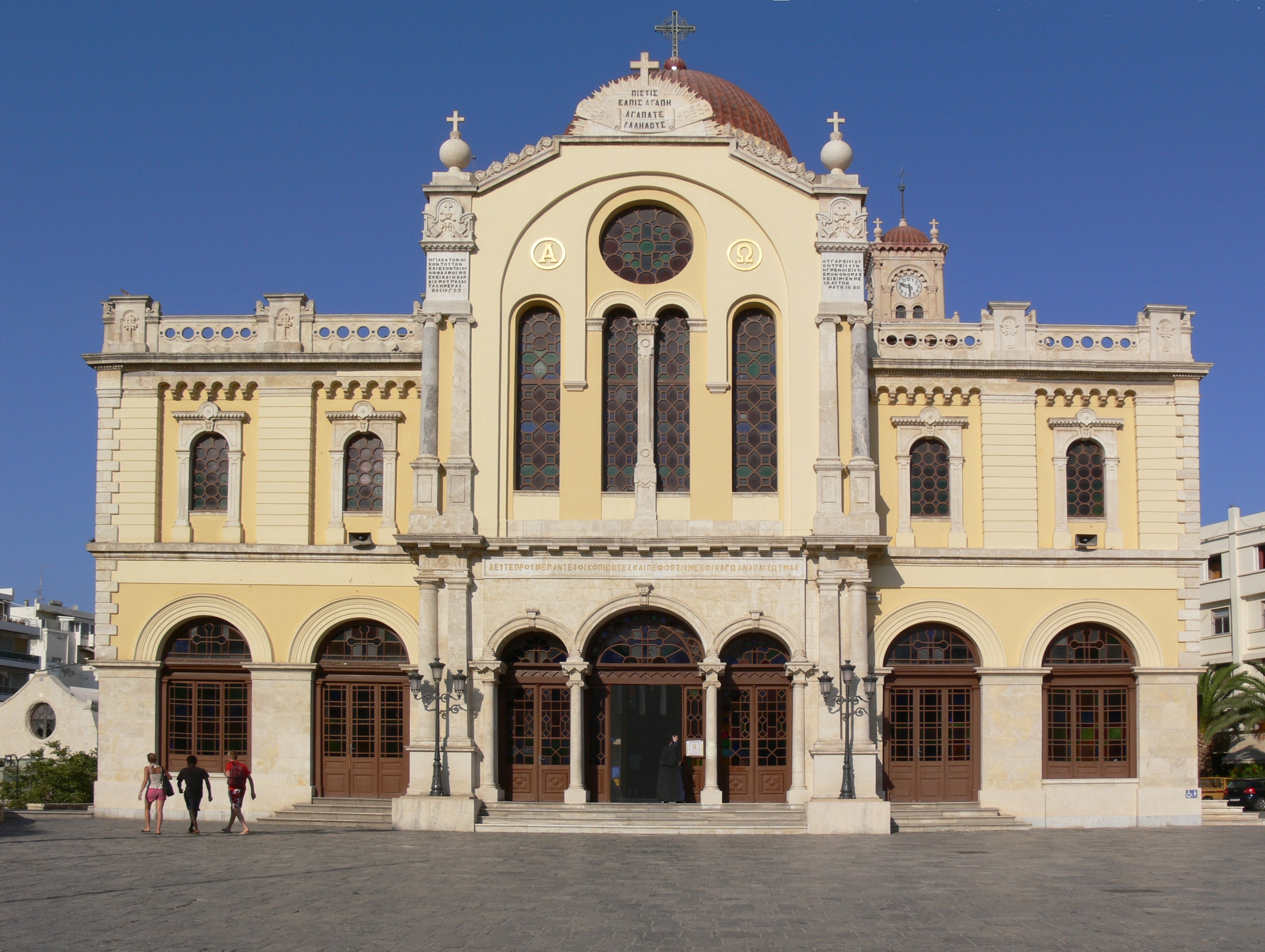
La cattedrale di San Mena di Candia.

La Chiesa di Creta (in greco: Εκκλησία Κρήτης) è una eparchia (provincia ecclesiastica) del Patriarcato ecumenico di Costantinopoli, che gode dello status di semi-autonomia, con giurisdizione sull'isola di Creta in Grecia. Sede della Chiesa di Creta è la città di Candia, dove si trova la cattedrale di San Mena.
Dall'11 gennaio 2022 arcivescovo di Creta è Eughenios Antonopoulos.

## Storia
La tradizione cristiana attribuisce a san Tito, discepolo di san Paolo, l'evangelizzazione dell'isola di Creta. È considerato il protovescovo della comunità cristiana cretese. Il primo vescovo storicamente documentato è Iconio, metropolita di Creta, che prese parte al concilio di Efeso nel 431; negli atti è indicato come vescovo di Gortina, che fu la primitiva sede dei metropoliti cretesi.
Diverse furono le sedi suffraganee dipendenti dal metropolita di Gortina. La più antica lista dei suffraganei cretesi è quella delle sottoscrizioni degli atti del secondo concilio di Nicea del 787, dove appaiono 11 vescovi suffraganei, e precisamente quelli di Lampa, Iraclio, Cnosso, Cidonia, Cisamo, Subrita, Fonice, Arcadia, Eleuterna, Cantano e Chersoneso. Una Notitia Episcopatuum del patriarcato di Costantinopoli databile al IX secolo riporta il medesimo elenco ad eccezione delle sedi di Iraclio e di Fonice, sostituite dalle diocesi di Setea e di Ierapetra, mantenendo inalterato il numero complessivo delle diocesi suffraganee.
A partire dalla prima metà del IX secolo Creta fu invasa ed occupata dagli Arabi e la città di Gortina distrutta. Durante l'assedio di Gortina trovò la morte il metropolita Cirillo, venerato come santo dalla Chiesa. Il suo successore, Basilio II, impedito a risiedere nell'isola, trovò rifugio a Costantinopoli e successivamente fu trasferito alla sede metropolitana di Tessalonica. Con la distruzione di Gortina, i metropoliti assunsero il titolo di "metropoliti di Creta", già documentato tuttavia nel concilio del 787.
Nel 961 i Bizantini riconquistarono l'isola e restaurarono la gerarchia ecclesiastica. Da questo momento i metropoliti posero la loro residenza nella città di Candia. Con l'inizio della dominazione veneziana sull'isola (XIII secolo), tutte le diocesi greco-ortodosse furono sostituite da diocesi di rito latino, e i metropoliti furono costretti a lasciare Creta e a vivere in esilio, fino al XVII secolo, quando ai Veneziani subentrarono gli Ottomani, coi quali fu ristabilita la gerarchia ortodossa e la sede dei metropoliti a Candia.
Durante l'occupazione ottomana di Creta, molte chiese furono confiscate per essere trasformate in moschee e il numero delle diocesi diminuì fino a 7 all'inizio dell'Ottocento. Questo fu un periodo particolarmente duro per la Chiesa di Creta. In seguito alla Guerra d'indipendenza greca, il governo ottomano ordinò la messa a morte di tutti i vescovi greco-ortodossi dell'isola, tra cui anche il metropolita Gerasimo IV Pardalis. Alla fine, su pressione internazionale, il governo ottomano concesse l'autonomia all'isola di Creta nel 1897. Nel 1900 il patriarcato ecumenico di Costantinopoli riconobbe una prima forma di autonomia alla Chiesa di Creta, con il riconoscimento di speciali statuti approvati il 20 dicembre 1900.
Nel 1962 a tutti i vescovi di Creta il patriarca di Costantinopoli ha riconosciuto il titolo di "metropoliti", mentre nel 1967 al metropolita di Candia è stato riconosciuto il più importante titolo nelle Chiese greco-ortodosse del patriarcato, ossia quello di "Arcivescovo di Creta". Nel 1993 agli arcivescovi di Creta è stato assegnato il titolo di "ipertimo ed esarca".

## Struttura e organizzazione
La Chiesa di Creta è guidata dall'arcivescovo ed esarca di Creta, con sede a Candia. Nel governo ecclesiastico dell'isola, l'arcivescovo è coadiuvato dal Santo Sinodo cretese, composto da tutti i metropoliti dell'isola.
Sono 9 le circoscrizioni ecclesiastiche della Chiesa di Creta:
- Arcidiocesi di Creta
- Metropolia di Gortina e Arcadia
- Metropolia di Retimo e Aulopotamo
- Metropolia di Cidonia e Apokoronas
- Metropolia di Lambi, Syvritos e Sfakia
- Metropolia di Ierapytna e Sitia
- Metropolia di Petra e Chersonissos
- Metropolia di Kissamos e Selino
- Metropolia di Arkalochori, Kasteli e Viannos

## Vescovi, metropoliti, arcivescovi di Creta
Il presente elenco è ricavato da due fonti bibliografiche: il Dictionnaire d'histoire et de géographie ecclésiastiques, vol. XIII, col. 1036; e l'opera di Kiminas, The ecumenical patriarchate, pp. 121-122.

### Periodo veneziano (1204-1669)
- Niceforo I † (menzionato nel 1285)[5]
- Antonio Homologetis † (menzionato prima del 1306)
- Niceforo I † (menzionato tra il 1312 e il 1318)
- Elia II †
- Macario † (menzionato nel 1357)
- Antimo † (menzionato tra il 1365 e il 1370)

### Periodo ottomano (1669-1897)
- Neofito Patelarios † (1652 - 1679 dimesso)
- Niceforo III Scotakis † (1679 - 1683 dimesso)
- Callinico I † (1683 - dopo ottobre 1686 dimesso)
- Arsenio I † (1687 - 1688 dimesso)
- Atanasio † (1688 - 3 febbraio 1697 deceduto)
- Callinico II † (febbraio 1697 - 1699 ? dimesso)
- Arsenio II † (fine 1699 - 1701 ? dimesso)
- Joasaph † (1701 - circa 1710 deposto)
- Costante Chalkiopoulos † (1711 - 1722)
- Daniele † (1722 - 1725 deposto)
- Gerasimo I Letitzis † (1725 - gennaio 1756 dimesso)
- Gerasimo II † (gennaio 1756 - 1769)
- Zaccaria Maridakis † (luglio 1769 - 1786 dimesso)
- Massimo Progiannakopoulos † (19 maggio 1786 - 4 maggio 1800 deceduto)
- Gerasimo IV Pardalis † (25 maggio 1800 - 24 giugno 1821 deceduto)
- Callinico III † (marzo 1823 - 24 agosto 1830 deceduto)
- Melezio I Nikoletakis † (28 gennaio 1831 - 20 luglio 1839 deceduto)
- Porfirio Fotiadis † (agosto 1839 - 9 settembre 1839 dimesso)
- Callinico IV Chouglas † (settembre 1839 - 12 febbraio 1842 dimesso)
- Callinico V Kaloutzos † (1º marzo 1842 - dicembre 1843 dimesso)
- Crisante † (dicembre 1843 - 24 agosto 1850 eletto metropolita di Filippopoli)
- Sofronio I † (24 agosto 1850 - 14 dicembre 1850 dimesso)
- Dionisio I † (17 dicembre 1850 - 28 agosto 1856 dimesso)
- Gioannizio Zangos † (28 agosto 1856 - 16 luglio 1858 deceduto)
- Dionisio I Charitonidis † (27 luglio 1858 - 16 novembre 1868 eletto metropolita di Didymoteicho)
- Melezio II Kavasilas † (16 novembre 1868 - 23 novembre 1874 eletto metropolita di Didymoteicho)
- Sofronio II Christidis † (23 novembre 1874 - 9 giugno 1877 eletto metropolita di Didymoteicho)
- Melezio II Kavasilas † (9 giugno 1877 - 13 agosto 1882 deceduto) (per la seconda volta)
- Timoteo I Kastrinogiannakis † (19 settembre 1882 - 18 febbraio 1897 deceduto)

### Epoca moderna (dal 1897)
- Eumenio II Xiroudakis † (12 maggio 1898 - 1º aprile 1920 deceduto)
- Tito II Zografidis † (22 febbraio 1922 - 25 aprile 1933 deceduto)
- Timoteo II Venieris † (22 luglio 1933 - 3 gennaio 1941 sospeso)
- Basilio V Markakis † (8 aprile 1941 - gennaio 1950 deceduto)
- Eugenio I Psalidakis † (23 maggio 1950 - 7 febbraio 1978 deceduto)
- Timoteo III Papoutsakis † (10 marzo 1978 - 26 luglio 2006 deceduto)
- Ireneo Athanasiadis (30 agosto 2006 - 2 dicembre 2021 dimesso)
- Eugenio II Antonopoulos, dall'11 gennaio 2022